# Bilbo le Hobbit (jeu vidéo)
Cet article concerne le jeu vidéo de 2003. Pour celui de 1982, voir The Hobbit (jeu vidéo, 1982). Pour les autres homonymes, voir Bilbo le Hobbit (homonymie).
Bilbo le Hobbit (The Hobbit) est un jeu vidéo d'action-aventure sorti en 2003, édité par Vivendi Universal et développé par Inevitable Entertainment sur GameCube, PlayStation 2 et Xbox, par The Fizz Factor sur Windows et par Saffire sur GameBoy Advance. Le jeu est inspiré du roman Bilbo le Hobbit de J. R. R. Tolkien.

## Trame

### Scénario
Un jour à Hobbitebourg, Bilbo Sacquet (Bilbon Sacquet) reçoit Gandalf le magicien qui lui demande de l'aider dans son aventure qui consiste, avec 13 nains, à récupérer leur terre natale la Montagne Solitaire et l'or qu'elle contient, la montagne étant occupée par le maudit dragon Smaug. Bilbo finit par accepter et après avoir fait ses adieux à sa famille et ses amis, Bilbo, Gandalf et les 13 nains se mettent en route vers la montagne solitaire en traversant diverses régions infestées de viles créatures. Mais les choses ne vont pas aller bien : Gandalf disparaît au début  du cinquième chapitre et ne reviendra qu'à la fin, tandis que les nains se font kidnapper au même moment. Bilbo va se mettre sur leur trace dans la Forêt Noire peuplée d'araignées venimeuses et les libérer des Elfes qui les retenaient prisonniers. Après leur évasion du château des Elfes, ils se rendent à la Ville du Lac où ils sont accueillis chaleureusement par Bard, le chef de la ville qui va les aider pour la récupération de la Montagne Solitaire. Bilbo et les treize nains partent ensuite vers la montagne où règne le dragon Smaug. Bilbo devra s'infiltrer discrètement pour d'abord récupérer un objet de grande valeur (la coupe de Thrór, le père de Thorin qui est le chef des nains) puis trouver un point faible sur le dragon Smaug pour l'achever. Mais celui-ci repérera Bilbo et les nains et prendra la fuite. Après la reprise de leur terre d'origine, les nains et Bilbo sont en danger : les guerriers du monde entier viennent pour conquérir l'or tandis que le dragon Smaug mettra le feu à la Ville du Lac mais sera tué par Bard avec sa Flèche Noire.
Bilbo et les treize nains devront s'allier avec les Elfes pour défendre la Montagne Solitaire. Après de multiples combats où les ennemis arrivent à l'infini, ils gagnent la bataille. Bilbo pourra enfin rentrer chez lui avec deux grosses caisses remplies d'or.

## Système de jeu
Ce jeu d'action-aventure permet d'explorer la Terre du Milieu, de contrôler les pouvoirs de l'anneau, de rencontrer des personnages légendaires, de participer à d'intenses batailles, de combattre des hordes d'ennemis et de résoudre de multiples énigmes.

## Bande-son
La musique est composée  par Rod Abernethy, Dave Adams et Jason Graves. Elle est enregistrée par le Northwest Sinfonia à Seattle. La bande-son a remporté le prix de Best Original Soundtrack Album aux Game Audio Network Guild Awards, distribué lors de la Game Developers Conference en 2004.
Elle est par ailleurs gratuitement téléchargeable.

## Accueil
Bilbo le Hobbit reçoit des critiques plutôt favorables. Les différentes portages sur consoles accédant à une note de 13 sur jeuxvideo.com, la version PC obtenant un 15. Sur la plateforme Gamekult, le jeu sous ses différentes versions obtient une note moyenne de 7,1 sur 10.
- Xbox : Eurogamer : 5/10[4], GameSpot : 6,5/10[5], IGN : 7,5/10[6]
- PlayStation 2 : GameSpot : 6,5/10[7] IGN : 7,5/10[8]
- PC : GameSpot : 6,5/10[9] IGN : 7,5/10[10], GameSpy : 2/5[11]
- GameCube : GameSpy : 3/5[12], IGN : 7,5/10[13]
- Game Boy Advance : 6,5/10[14]